# Круцька сільська рада
Круцька сільська рада — колишня адміністративно-територіальна одиниця та орган місцевого самоврядування у Володарсько-Волинському (Володарському) районі Волинської округи, Київської та Житомирської областей Української РСР з адміністративним центром у селі Крук.

## Населені пункти
Сільській раді на час ліквідації були підпорядковані населені пункти:
- с. Крук
- с. Курганці

## Історія та адміністративний устрій
Створена 18 грудня 1928 року в складі колоній Крук, Курганці та Олександрівка Писарівської сільської ради Володарського (згодом — Володарсько-Волинський) району Волинської округи внаслідок реорганізації Писарівської сільради в німецьку національну. Станом на 1 жовтня 1941 року на обліку числяться села Мар'янівка та Юзефина.
Станом на 1 вересня 1946 року сільська рада входила до складу Володарсько-Волинського району Житомирської області, на обліку в раді перебували села Крук, Курганці та Олександрівка.
Ліквідована 11 серпня 1954 року, відповідно до указу Президії Верховної ради Української РСР «Про укрупнення сільських рад по Житомирській області», територію та населені пункти ради приєднано до складу Суховільської сільської ради Володарсько-Волинського району Житомирської області.